# Bekasi
Bekasi är en stad på västra Java i Indonesien. Den ligger i provinsen Jawa Barat och har cirka 3 miljoner invånare, vilket gör den till Indonesiens näst folkrikaste stad. Bekasi är belägen strax öster om Jakarta och ingår i dess storstadsområde, Jabodetabekjur, vilket gör Bekasi till en av världens folkrikaste förorter.
Staden utgör ett eget distrikt Kota Bekasi som inte ska förväxlas med distriktet Kabupaten Bekasi som omger staden. 